# Råpoäng
Råpoäng kallas det resultat i form av verkliga poäng som fås ur en undersökning eller annan mätning med poängresultat. Det kan till exempel vara siffror inom olika intervaller som sedan räknas samman och överförs till det som ska beräknas. Det statistiska materialet ska alltid gå att härleda tillbaka till råpoängen, d.v.s. de egentliga svaren på olika frågor eller mätningar. En vanlig bearbetning är att omvandla råpoäng till standardpoäng, som har medelvärdet 0 och standardavvikelsen 1.
Som exempel på råpoäng kan nämnas en vanlig bakgrundsvariabel: ålder. Den brukar oftast omvandlas till standardpoäng och bearbetas i form av intervaller. Enkelt uttryck räknas då alla som är mellan vissa åldrar ihop till en och samma grupp. Åldrarna 15–25 år blir en ålder, och 26–35 år blir en annan, när man ska använda materialet för att räkna.